# Церковь Святителя Николая (Крапивно)
Церковь Святителя и Чудотворца Николая — недействующий православный храм в деревне Крапивно Гдовского района Псковской области. Существует с 1687 года.

## История
Первая постройка была деревянная, холодная, с отдельно стоящей колокольней. В 1823 году колокольня церкви была обновлена. В таком виде церковь простояла в общей сложности 167 лет. 14 августа 1854 года деревянное здание полностью сгорело, и прихожане на собранные пожертвования построили временную церковь, одновременно начав сбор средств и материалов на постройку постоянного храма, закладка которого состоялась 24 июня 1879 года. Автором проекта стал итальянский  архитектор и художник Юлий Бруни (1843—1911). Новое здание церкви было полностью построено к 1889 году.
В 1916 году, по данным архивной ведомости, в приходе церкви числилось 38 населённых пунктов с 819 дворами, прихожан мужского пола было 2283 человека, прихожанок — 2430. В большие праздничные службы в церковь приходило до 600 человек.
3 декабря 1937 года по приговору тройки НКВД по Ленинградской области был расстрелян священник Ефим Ковалёв, родившийся в деревне Крапивно.
Церковь действовала до 1964 года, когда на волне борьбы с религией была закрыта и разграблена. Святое Евангелие храма 1759 г. исполнения московского Печатного двора находится в Древлехранилище Псковского областного музея, в котором также находятся вывезенные работниками музея предметы религиозного назначения (около ста предметов).  Некоторые иконы из храма находятся в Троицком соборе, что в Пскове.
В конце 2000-х годов началось постепенное возрождение храма и прихода. К этому времени  от здания церкви остался каменный остов, местами сильно разрушенный. 5 октября 2007 года группой энтузиастов получено благословение архиепископа Псковского и Великолукского Евсевия на начало восстановительных работ.
Зимой 2007—2008 года шла подготовка к работам по консервации церкви, летом начались восстановительные работы. 22 мая 2008 года состоялась первая служба на паперти храма, а 22 июня в самом храме.
В настоящее время ведутся попытки обратить внимание руководства Псковской епархии (митрополита Тихона (Шевкунова) и Московской Патриархии на необходимость принятия строения в состав имущества Русской Православной Церкви Московского Патриархата.  Храм является объектом культурного наследия федерального  значения и собственностью государства. Последняя информация: в 2020 году Прокуратура Псковской области обратилась в Гдовский районный суд по поводу несоблюдения прав верующих со стороны государственных органов. В результате Суд вынес решение о необходимости включения строения в состав государственного имущества.
Первая служба в 2024 году состоится в праздник переноса святых мощей Николая чудотворца из Мир Ликийских в Бар-град.